# Esedra

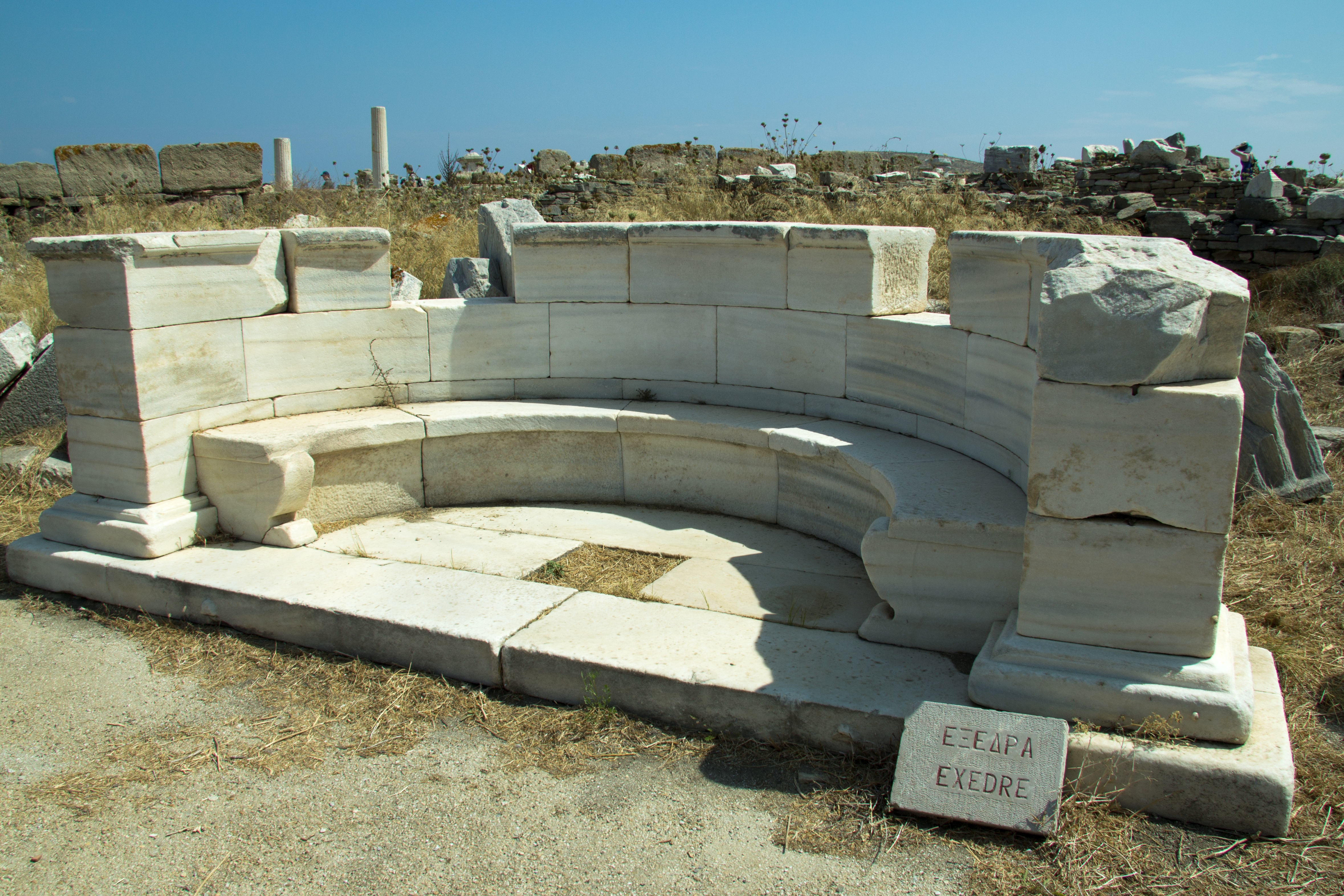
Esedra di età ellenistica sull'agorà di Delo

In architettura, un'esedra (dal greco antico ἐξέδρα, "sedile esteriore") è un incavo semicircolare, sovrastato da una semi-cupola, inserito sulla facciata di un edificio o come struttura indipendente. Era dotata di un podio absidato che sosteneva la panchina in pietra, spesso accompagnato da una scultura bronzea e collocato lungo le vie sacre o in luoghi aperti nei santuari, come quelli a Delo o Epidauro. 

## Storia
Il significato greco originale (un sedile all'esterno della porta) afferiva a una stanza che si apre su un portico, circondata tutt'intorno da banchi di pietra alti e ricurvi: un ambiente aperto destinato a luogo di ritrovo e conversazione filosofica. Un'esedra può anche risaltare da uno spazio vuoto ricurvo in un colonnato, magari con una sede semicircolare.
L'esedra fu poi adottata dai Romani, diventando molto popolare nell'architettura. Nel I secolo d.C. gli architetti di Nerone ne incorporarono diverse nel progetto della Domus Aurea, arricchendo lo sfarzo delle sale dell'edificio.

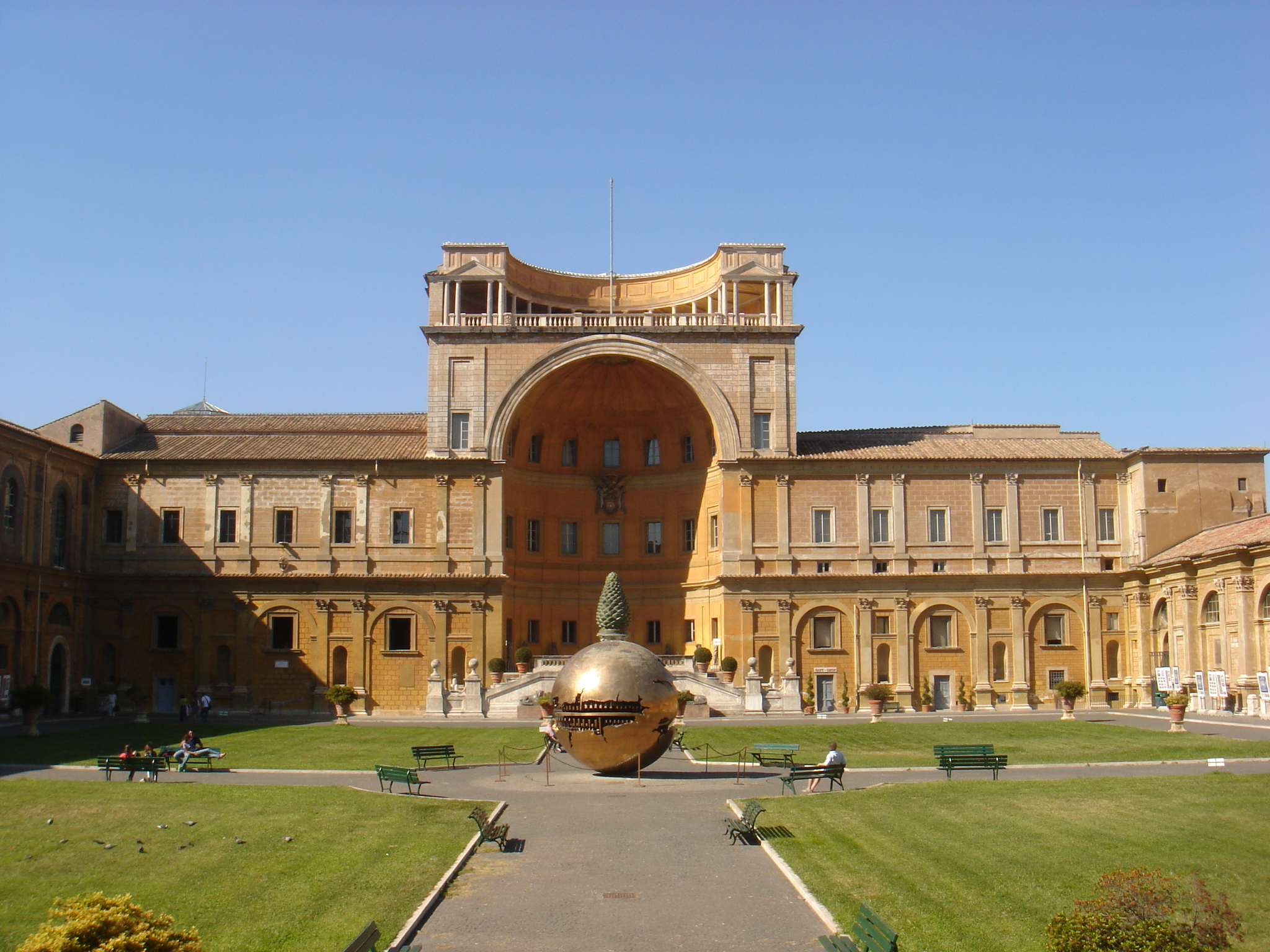
Esedra del cortile della Pigna, presso il Palazzo Vaticano a Roma

Dopo la caduta dell'impero romano continuò a prosperare nell'architettura romanica e bizantina, diventando parte integrante di molte chiese. L'esedra è presente anche nell'architettura musulmana, trasformandosi in un mihrab dedicato alla preghiera.
Nell'architettura nuragica è lo spazio antistante le tombe dei giganti, delimitato da due ali di muro generalmente costituite da lastroni di pietra, più o meno lavorati, di altezza decrescente dal centro verso l'esterno, conficcati a coltello nel terreno e con, nel mezzo, una stele centinata monolitica o più sovente bilitica con altezza maggiore rispetto alle ali. L'area era presumibilmente adibita allo svolgimento di riti funerari.
Sia l'architettura barocca che quella neoclassica utilizzarono le esedre per enfatizzare giochi di luci e ombre, per dare forza ai volumi o per articolare l'andamento ritmico di un prospetto murario. Nel corso del XVIII secolo, infine, l'esedra divenne una decorazione da giardino molto popolare, spesso utilizzata come muro di protezione curvo e ornamentale per nascondere un'altra parte.